# Hanna Bergholm
Pour les articles homonymes, voir Bergholm.
Hanna Bergholm, née en 1980 à Helsinki (Finlande), est une réalisatrice finlandaise,.

## Biographie
Hanna Bergholm est diplômée du programme de réalisation cinématographique de l'Université des sciences appliquées en 2009.
Elle réalise les courts métrages Nukkemestari (2018), Gorilla (2009) et Varjot (2009) ainsi que la série télévisée Reetta ja Ronja (2009) et des épisodes de la série dramatique policière Harjunpää (fi) (2022).
Son long métrage Egō (Pahanhautaia), scénarisé par Ilja Rautsi (fi), sort début 2022 et obtient le Grand prix du Festival international du film fantastique de Gérardmer la même année.

## Filmographie partielle

### Réalisatrice
- 2022 : Egō

## Récompenses et distinctions
- Festival international du film fantastique de Gérardmer 2022 : Grand prix du jury jeunesse et Grand Prix du meilleur film pour Egō (Pahanhautoja)
- (en) Hanna Bergholm: Awards, sur l'Internet Movie Database